# Lepidodactylus intermedius
Lepidodactylus intermedius es una especie de gecos de la familia Gekkonidae.

## Distribución geográfica
Es endémica de las islas de Komodo, Rinca y Padar (Indonesia).